# アニメにむちゅ〜
- 日本テレビ放送網 > BS日本 > BS日本#アニメ・キッズ > アニメにむちゅ〜
- アニメ > テレビアニメ > 深夜アニメ > アニメにむちゅ〜
- テレビ番組 > 深夜番組 > 深夜アニメ > アニメにむちゅ〜

『アニメにむちゅ〜』は、2019年（令和元年）10月からBS日テレ及び同局の4Kで放送されている深夜アニメ（一部実写番組も含む）の放送枠。キャッチコピーは「BS日テレで夜な夜なアニメ」。本項では、枠名称制定前を含むBS日テレの深夜帯（おおむね23時台以降）を中心とするアニメ番組全般について扱う。

## 概要
BS日テレは2000年12月の開局からしばらくの間、アニメ番組の放送には消極的で、親会社の日本テレビ（日テレ）や読売テレビ（ytv）等の系列局が製作した作品は『それいけ!アンパンマン』 を初めとした旧作に留まっていた（新作の深夜アニメについては、地上波では日テレのみの関東ローカルの放送となる作品も少なからずあった）。一方、TOKYO MXなどの独立局を中心に放送されるアニメ番組群（いわゆるUHFアニメ）についても、2008年4月期頃より『アニメスピリッツ』枠を初めとする角川書店（現在のKADOKAWA）が関与する番組を中心に少数ネットするようになった ものの、2007年12月に開局したBS11がUHFアニメを多数ネットしていることもあり、長年状況に大きな変化はなかった。
その後、2014年1月期の『GJ部』より一部の日テレ製作の新作深夜アニメを定期的に遅れネットするようになった（日テレ製作の新作が中断していた2017年1 - 4月期を除く）。日テレとの遅れの幅は番組により大きく異なり、2018年10月期の『風が強く吹いている』のように1週間以内の場合もあれば、1年遅れとなった『GJ部』のように数ヶ月から1年以上後になる場合もある。
2017年7月期に放送した『ひとりじめマイヒーロー』では、TOKYO MXやAT-X（後者は地上波で競合するテレビ東京の傘下）と共に初めて深夜アニメの製作委員会に参加した。
BS日テレにとって次の大きな変化があったのは2019年4月期で、それまで通販番組や他ジャンルの番組が大半を占めていた深夜帯（おおむね23時台から25時台）にアニメ番組枠を追加し6枠・8本体制とした。半年後の同年10月期にはさらに15枠増設し23枠体制とした上で、深夜アニメ番組群のゾーンタイトル『アニメにむちゅ〜』を設定した。この時点では23枠中新作は4本で、その他は主に他局で放送済みの旧作の再放送となった。2020年1月期は25本中7本が新作となった。
枠設定当初からブシロードグループ各社の原作ならびに製作に関与した作品が積極的に放送されており、同社は一部のアニメ番組でスポンサーとなっているほか、番組内や番組間のスポットCM枠にも組み込まれ、CMが頻繁に流されている。枠設定後から2020年6月までは、日曜未明（土曜深夜）の番組枠に『WS劇場』という別名義の枠タイトルを設定し、ブシロードの一社提供（通常と異なりヴァイスシュヴァルツ名義）で放送していた。
2019年9月より開始した4K放送では、2023年3月まで一部の時間帯にQVC（通販番組）の同時放送を行っていたため、時間が重複する番組は従来の2K放送に限られていたが、2024年現在は一部の例外を除いて全番組が4Kチャンネルでも放送されている（一部の韓流・華流作品を除き4K放送を行うBS局では唯一の事例）。放送される番組については、2K（HD）制作のものを4Kにアップコンバート（変換）して放送する。
BSフジの『アニメギルド』（およびかつてのBS11の『ANIME+』・『アニメ+』）と同様に、前番組（特にスポーツ中継）の影響を受けて放送時間が繰り下がることがある。ただし、野球中継（主に東京ドームの巨人戦）については2014年度より原則としてサブチャンネルを利用して中継の延長を行うため、当番組枠を含む他の番組に影響する機会は減っている。

## 放送中
BS日テレの番組枠公式サイト（外部リンク参照）に準じ、アニメ番組以外も列挙する。放送日時（曜日）については、公式サイトでは24時以降の番組も前日深夜として分類されているが、本項ではウィキペディアのガイドライン「深夜番組の放送日時または配信日時」に則り、当日未明として分類する。
記号の凡例（以降の節でも同様）
- [字] - 字幕放送を実施。
- [再] - 再放送（自局で放送実績あり）
- [実再（局名）] - 実質再放送（過去に括弧内の民放系BS他局で放送実績あり）
- [非] - アニメ以外の番組
- [4K×] - 4K放送では未放送。（2K放送のみ）
- [142ch×] - サブチャンネル142chでは未放送。（141ch・143chのみ）

| 番組名                                                        | 放送期間        | 放送時間       | 備考                                                                     |
| 月曜日                                                        | 月曜日          | 月曜日         | 月曜日                                                                   |
| ------------------------------------------------------------- | --------------- | -------------- | ------------------------------------------------------------------------ |
| フードコートで、また明日。                                    | 2025年7月7日 -  | 23:00 - 23:30  | AT-X・TOKYO MX・サンテレビと共同で製作委員会に参加。                     |
| 美男高校地球防衛部ハイカラ!                                   | 2025年7月7日 -  | 23:30 - 翌0:00 |                                                                          |
| 火曜日                                                        |                 |                |                                                                          |
| 異世界黙示録マイノグーラ〜破滅の文明で始める世界征服〜        | 2025年7月8日 -  | 0:00 - 0:30    | BS日テレ自ら製作委員会に参加。                                           |
| 転生したら第七王子だったので、気ままに魔術を極めます（第2期） | 2025年7月15日 - | 0:30 - 1:00    |                                                                          |
| カッコウの許嫁（Season2）                                     | 2025年7月8日 -  | 23:30 - 翌0:00 | BS日テレ自ら製作委員会に参加。 第1期は未放送。                           |
| 水曜日                                                        |                 |                |                                                                          |
| 銀河英雄伝説 Die Neue These                                   | 2025年7月2日 -  | 0:00 - 0:30    | [実再（BS11）]                                                           |
| ダンダダン（第2期）                                           | 2025年7月9日 -  | 0:30 - 1:00    | [字]                                                                     |
| ウィッチウォッチ                                              | 2025年4月16日 - | 1:00 - 1:30    | [字]                                                                     |
| AVAMちゃんの虜になあれ♥2                                      | 2025年7月2日 -  | 23:00 - 23:30  | [非]                                                                     |
| 鬼灯の冷徹（第弐期）                                          | 2025年7月2日 -  | 23:30 - 翌0:00 | [実再（BS11）]                                                           |
| 木曜日                                                        |                 |                |                                                                          |
| ネクロノミ子のコズミックホラーショウ                          | 2025年7月3日 -  | 0:00 - 0:30    | TOKYO MX・関西テレビと共同で製作委員会に参加。                           |
| クレバテス-魔獣の王と赤子と屍の勇者-                          | 2025年7月3日 -  | 0:30 - 1:00    | AT-Xと共同で製作委員会に参加。 初回は1時間拡大放送。                     |
| New PANTY&STOCKING with GARTERBELT                            | 2025年7月10日 - | 1:00 - 1:30    | TOKYO MX・サンテレビと同時放送、尚且つ最速放送。                         |
| Turkey!                                                       | 2025年7月10日 - | 22:30 - 23:00  | 日本テレビと共同で制作委員会に参加。                                     |
| 自動販売機に生まれ変わった俺は迷宮を彷徨う（2nd season）      | 2025年7月3日 -  | 23:00 - 23:30  | BS日テレ自ら製作委員会に参加。                                           |
| HUNTER×HUNTER                                                 | 2024年4月4日 -  | 23:30 - 翌0:00 | 第22話から放送。 第61・62話は12月29日 日曜 23:00 - 翌0:00に2話連続放送。 |
| 金曜日                                                        |                 |                |                                                                          |
| BanG Dream! 2nd Season                                        | 2025年7月18日 - | 0:00 - 0:30    | [再][実再（BS11）]                                                       |
| 牙狼-GARO- HDリマスター                                       | 2025年7月4日 -  | 0:30 - 1:00    | [再][非]                                                                 |
| 盾の勇者の成り上がり Season4                                  | 2025年7月11日 - | 1:00 - 1:30    |                                                                          |
| 土曜日                                                        |                 |                |                                                                          |
| ブスに花束を。                                                | 2025年7月5日 -  | 22:30 - 23:00  | TOKYO MX・毎日放送と共同で製作委員会に参加。                             |
| 渡くんの××が崩壊寸前                                          | 2025年7月5日 -  | 23:00 - 23:28  | TOKYO MXと共同で製作委員会に参加。                                       |
| あらいぐま カルカル団                                         | 2025年4月5日 -  | 23:28 - 23:30  |                                                                          |
| カードファイト!! ヴァンガード Divinez デラックス決勝編        | 2025年7月5日 -  | 23:30 - 翌0:00 |                                                                          |
| 日曜日                                                        |                 |                |                                                                          |
| 9-nine- Ruler’s Crown                                         | 2025年7月6日 -  | 0:00 - 0:30    | 初回は1時間拡大放送。                                                    |
| 桃源暗鬼                                                      | 2025年7月13日 - | 0:30 - 0:56    | 日本テレビが製作委員会に参加。                                           |
| えぶりでいホスト                                              | 2025年4月6日 -  | 0:56 - 1:00    | テレビ東京と共同で製作参加。                                             |
| ガチアクタ                                                    | 2025年7月13日 - | 23:00 - 23:30  |                                                                          |
| 合コンに行ったら女がいなかった話                              | 2025年7月6日 -  | 23:30 - 翌0:00 | 関西テレビと共同で製作委員会に参加。 [再]                                |

## 放送終了

### その他（放送終了）
以下は、基本的に『アニメにむちゅ〜』には属さないもの、またはイレギュラー枠による特別番組。
| 番組名                                                                        | 放送期間                | 放送時間            |
| ----------------------------------------------------------------------------- | ----------------------- | ------------------- |
| 弘兼憲史セレクト 黄昏流星群 おとなシアター                                    | 2023年6月26日 - 7月24日 | 月曜 23:00 - 23:30  |
| 「ウタヒメドリーム」お正月スペシャルライブ ～昭和・平成・令和の神曲を皆様と～ | 2025年1月1日            | 水曜 23:30 - 翌1:00 |

### アニメにむちゅ〜創設前に放送された深夜アニメ
2019年9月までに放送された深夜アニメ作品。日本テレビ製作の深夜アニメ枠、BS朝日から引き継いだ『アニメスピリッツ』枠については各記事を参照。
| 作品名                                                                | 放送期間            | 放送時間            | 備考                                                                              |
| --------------------------------------------------------------------- | ------------------- | ------------------- | --------------------------------------------------------------------------------- |
| 2006年                                                                |                     |                     |                                                                                   |
| パピヨンローゼ New Season                                             | 3月10日 - 4月14日   | 木曜 4:00 - 4:30    |                                                                                   |
| NIGHT HEAD GENESIS                                                    | 7月29日 - 12月30日  | 土曜 23:30 - 翌0:00 | 初回2話連続放送                                                                   |
| 2007年                                                                |                     |                     |                                                                                   |
| NIGHT HEAD GENESIS                                                    | 4月8日 - 9月30日    | 日曜 19:00 - 19:30  | 21話 - 24話のみ26:00から4話連続放送。 [再]                                        |
| 2008年                                                                |                     |                     |                                                                                   |
| ドルアーガの塔 ～the Aegis of URUK～                                  | 4月10日 - 6月26日   | 木曜 1:30 - 2:00    |                                                                                   |
| 2009年                                                                |                     |                     |                                                                                   |
| ZOMBIE-LOAN                                                           | 1月1日 - 3月26日    | 木曜 23:00 - 23:30  | テレビ朝日製作。同局で当時未放送だったエピソード2本（12話・13話）はテレビ初放送。 |
| ドルアーガの塔 ～the Sword of URUK～                                  | 1月10日 - 3月28日   | 土曜 3:30 - 4:00    |                                                                                   |
| 生徒会の一存                                                          | 10月3日 - 12月19日  | 土曜 2:00 - 2:30    |                                                                                   |
| 2010年                                                                |                     |                     |                                                                                   |
| おまもりひまり                                                        | 1月9日 - 3月27日    | 土曜 2:00 - 2:30    |                                                                                   |
| ストライクウィッチーズ2                                               | 7月10日 - 9月25日   | 土曜 3:00 - 3:30    | 6話、10話は野球延長のため、60分遅れで放送。                                       |
| パンティ&ストッキングwithガーターベルト                               | 10月2日 - 12月25日  | 土曜 3:00 - 3:30    | 最速放送                                                                          |
| 2011年                                                                |                     |                     |                                                                                   |
| デッドマン・ワンダーランド                                            | 4月23日 - 7月9日    | 土曜 3:00 - 3:30    |                                                                                   |
| 2012年                                                                |                     |                     |                                                                                   |
| 探偵オペラ ミルキィホームズ 第2幕                                     | 1月6日 - 3月22日    | 金曜 2:00 - 2:30    | [ 注 40 ]                                                                         |
| うぽって!!                                                            | 7月7日 - 9月8日     | 土曜 2:30 - 3:00    |                                                                                   |
| 探偵オペラ ミルキィホームズ Alternative ONE 〜小林オペラと5枚の絵画〜 | 8月27日             | 月曜 2:00 - 2:30    |                                                                                   |
| 2013年                                                                |                     |                     |                                                                                   |
| はたらく魔王さま!                                                     | 4月5日 - 7月5日     | 金曜 2:30 - 3:00    |                                                                                   |
| 銀河機攻隊 マジェスティックプリンス                                   | 4月8日 - 9月23日    | 月曜 0:00 - 0:30    |                                                                                   |
| 犬とハサミは使いよう                                                  | 7月4日 - 9月19日    | 木曜 2:30 - 3:00    |                                                                                   |
| ふたりはミルキィホームズ                                              | 7月8日 - 9月30日    | 月曜 2:00 - 2:30    |                                                                                   |
| 蒼き鋼のアルペジオ -アルス・ノヴァ-                                   | 10月14日 - 12月30日 | 月曜 0:00 - 0:30    |                                                                                   |
| BLAZBLUE Alter Memory                                                 | 10月14日 - 12月30日 | 月曜 0:30 - 1:00    |                                                                                   |
| 2014年                                                                |                     |                     |                                                                                   |
| とある飛空士への恋歌                                                  | 1月13日 - 4月7日    | 月曜 0:00 - 0:30    |                                                                                   |
| エスカ&ロジーのアトリエ 〜黄昏の空の錬金術士〜                        | 4月14日 - 6月30日   | 月曜 0:00 - 0:30    |                                                                                   |
| グラスリップ                                                          | 7月7日 - 9月29日    | 月曜 0:30 - 1:00    |                                                                                   |
| 極黒のブリュンヒルデ                                                  | 10月7日 - 12月30日  | 火曜 2:30 - 3:00    | [実再（BS11）]                                                                    |
| 2015年                                                                |                     |                     |                                                                                   |
| 探偵歌劇 ミルキィホームズ TD                                          | 1月5日 - 3月30日    | 月曜 0:00 - 0:30    |                                                                                   |
| 2016年                                                                |                     |                     |                                                                                   |
| アクティヴレイド -機動強襲室第八係-                                   | 1月11日 - 3月28日   | 月曜 0:30 - 1:00    |                                                                                   |
| アクティヴレイド -機動強襲室第八係- 2nd                               | 7月12日 - 9月26日   | 月曜 0:30 - 1:00    | 最速放送                                                                          |
| SERVAMP-サーヴァンプ-                                                 | 7月13日 - 9月27日   | 火曜 2:30 - 3:00    | [ 注 9 ]                                                                          |
| 2017年                                                                |                     |                     |                                                                                   |
| ひとりじめマイヒーロー                                                | 7月11日 - 9月26日   | 火曜 1:30 - 2:00    |                                                                                   |
| 2019年                                                                |                     |                     |                                                                                   |
| 僕のヒーローアカデミア                                                | 1月13日 - 4月7日    | 日曜 23:00 - 23:30  | （毎日放送製作） [実再（BS11）]                                                   |
| 賭ケグルイ××                                                          | 1月13日 - 3月31日   | 月曜 23:30 - 翌0:00 | [ 注 24 ]                                                                         |
| 山田くんと7人の魔女                                                   | 4月1日 - 6月17日    | 月曜 23:30 - 翌0:00 |                                                                                   |
| 僕のヒーローアカデミア（第2期）                                       | 4月7日 - 6月30日    | 日曜 22:30 - 翌0:00 | （読売テレビ製作） [実再（BS11）]                                                 |
| RELEASE THE SPYCE                                                     | 4月10日 - 9月17日   | 水曜 23:30 - 翌0:00 | [実再（BS11）]                                                                    |
| からかい上手の高木さん                                                | 4月16日 - 7月2日    | 火曜 23:30 - 翌0:00 | [実再（BS11）]                                                                    |
| 結城友奈は勇者である                                                  | 5月16日 - 8月1日    | 木曜 23:30 - 翌0:00 | （MBS製作） [実再（BS-TBS）]                                                      |
| ブレイドアンドソウル                                                  | 7月1日 - 9月23日    | 月曜 23:30 - 翌0:00 | （TBS製作） [実再（BS-TBS）]                                                      |
| 手品先輩                                                              | 7月3日 - 9月18日    | 水曜 0:00 - 0:15    | [ 注 9 ]                                                                          |
| ソウナンですか?                                                       | 7月3日 - 9月18日    | 水曜 0:15 - 0:30    | [ 注 9 ]                                                                          |
| からかい上手の高木さん②                                               | 7月9日 - 9月24日    | 火曜 23:30 - 翌0:00 |                                                                                   |
| 僕のヒーローアカデミア（第3期）                                       | 7月7日 - 9月12日    | 日曜 23:00 - 23:30  | （読売テレビ製作） [実再（BS11）]                                                 |
| BanG Dream!                                                           | 不明                | 不明                | [ 注 83 ]                                                                         |